# Campeonato Británico de Superbikes
El Campeonato Británico de Superbikes, actualmente conocido por razones de patrocinio como el Bennetts British Superbike Championship, es el principal campeonato de motos de carreras en el Reino Unido y es ampliamente reconocido como el mejor campeonato nacional de superbikes en el mundo.
El campeonato es gestionado y organizado por MotorSport Vision, que también posee muchos de los circuitos donde se celebran las carreras. El director del campeonato y de la carrera es Stuart Higgs, con los marshals del acontecimiento proporcionados por la Racesafe Marshals Association.
El campeonato compite en más de doce rondas de abril a octubre, y el campeonato concluye en un "Showdown" de tres rondas, donde los seis mejores pilotos reciben puntos basados en los podios obtenidos en las nueve rondas anteriores y luego compiten en tres rondas y siete carreras por el título. El formato Showdown fue introducido en 2010 con el fin de evitar que un piloto se escape y gane el campeonato.
A partir de 2008, el campeonato siguió al Campeonato Mundial de Superbikes al nombrar a Pirelli como el único proveedor de neumáticos.

## Circuitos
Siendo un campeonato nacional, el Campeonato Británico de Superbikes ha visitado circuitos en todo el Reino Unido, así como en los escenarios europeos, a lo largo de su historia. En 2014, el campeonato visitó nueve pistas diferentes en Inglaterra, Escocia y los Países Bajos. Estas pistas son: Brands Hatch, Oulton Park, Snetterton Motor Racing Circuit, Knockhill Racing Circuit, Thruxton Circuit, Cadwell Park, Donington Park, TT Circuit Assen y Silverstone Circuit.
En el pasado, el BSB ha visitado Croft Circuit, Mallory Park y Rockingham Motor Speedway en Inglaterra, Mondello Park en Irlanda y Pembrey Circuit en Gales.

## Tipos de motocicletas utilizadas
Las motos de carreras de Superbike se derivan de los modelos de producción estándar. En el pasado, sin embargo, los fabricantes aprovecharon las lagunas en las reglas para crear "especiales de homologación" - motocicletas con un bajo número de producción hecha especialmente para las carreras.
Las motocicletas que compiten en el Campeonato Británico del Superbike son:
- BMW Motorrad: BMW S1000RR (actual)
- Ducati: Ducati 916/955, Ducati 996 RS, Ducati 998 RS, Ducati 998 F02, Ducati 999 F04, Ducati 1098, Ducati 1199 (actual)
- Honda: RC30, RC45, RC51, CBR1000RR (actual)
- Kawasaki: ZXR750, ZX-7RR, ZX-10R (actual)
- Suzuki: GSX-R750, GSX-R1000 (actual)
- Yamaha: FZR750, YZF750, YZF-R7, YZF-R1 (actual)

Motos Retiradas:
- MV Agusta: MV Agusta F4
- Norton: Norton rotary F1
- KTM: KTM 1190 RC8

## Cronograma de fin de semana
| Fin de semana de 2 carreras | Fin de semana de 3 carreras |
| --- | --- |
| Viernes - Práctica 1 (50 Min.) - Práctica 2 (50 Min.) | Viernes - Práctica 1 (50 Min.) - Práctica 2 (50 Min.) |
| Sábado - Práctica 3 (50 Min.) - Clasificación (3 Sesiones) - Sesión 1: Todos los pilotos - Sesión 2: Eliminación de los pilotos entre el 20 a 10 lugar - Sesión 3: Top 10 | Sábado - Clasificación (3 Sesiones) - Sesión 1: Todos los pilotos - Sesión 2: Eliminación de los pilotos entre el 20 a 10 lugar - Sesión 3: Top 10 - Carrera 1 |
| Domingo - Warm Up (20 Min.) - Carrera 1 - Carrera 2 | Domingo - Warm Up (10 Min.) - Carrera 2 - Carrera 3 |

- Para 2010, un cambio en el sistema de calificación significó que los pilotos solo "calificarán" para la primera carrera, (o la primera y segunda si es un fin de semana de 3 carreras). La grilla de la otra carrera se decidirá por la vuelta más rápida de la carrera anterior.

## Clases soporte
Actualmente el Campeonato Británico de Superbikes es apoyada por cuatro clases soporte. Estos son:
- El British Supersport Championship: actuando como una división menor del Campeonato Británico de Superbikes[6]
- El National Superstock 1000 Championship[6]
- El National Superstock 600 Championship[6]
- El British Motostar Championship

## Sistema de puntuación
| Posición | 1  | 2  | 3  | 4  | 5  | 6  | 7 | 8 | 9 | 10 | 11 | 12 | 13 | 14 | 15 |
| -------- | -- | -- | -- | -- | -- | -- | - | - | - | -- | -- | -- | -- | -- | -- |
| Puntos   | 25 | 20 | 16 | 13 | 11 | 10 | 9 | 8 | 7 | 6  | 5  | 4  | 3  | 2  | 1  |

## Campeones
| Temp. | Campeonato     | Piloto               | Moto                      | Equipo                        | Notas |
| ----- | -------------- | -------------------- | ------------------------- | ----------------------------- | --- |
| 1988  | 750 cc / TT F1 | Darren Dixon         | Suzuki RG500 (1)          | Padgetts Racing               | Dixon pasó a pilotar sidecars acompañado por Andy Hetherington |
| 1989  | 750cc / TT F1  | Steve Spray          | Norton RCW                | JPS Norton Racing             | |
| 1989  | Superbike      | Brian Morrison       | Honda VFR750R RC30 (1)    | Honda UK Murray Intl          | |
| 1990  | 750cc / TT F1  | Terry Rymer          | Yamaha FZR750R 0W01 (1)   | Team Loctite                  | Rymer pasó al FIM EWC con el Diablo 666 Endurance racing Team |
| 1990  | Superbike      | Trevor Nation        | Norton RCW                | JPS Norton Racing             | |
| 1991  | 750 cc / TT F1 | Rob McElnea          | Yamaha FZR750R 0W01 (2)   | Team Loctite                  | |
| 1991  | Superbike      | James Whitham        | Suzuki GSX-R              | Castrol Suzuki Team Grant     | |
| 1992  | 750 cc / TT F1 | John Reynolds        | Kawasaki ZXR750 (1)       | Team Green                    | |
| 1992  | Superbike      | John Reynolds        | Kawasaki ZXR750 (1)       | Team Green                    | |
| 1993  | Superbike      | James Whitham (2)    | Yamaha YZF750 (3)         | Fast Orange                   | |
| 1994  | Superbike      | Ian Simpson          | Norton Rotary F1 (1)      | Team Crighton                 | |
| 1995  | Superbike      | Steve Hislop         | Ducati 916/955 (1)        | Devimead                      | Whitham sufría/trataba de la Enfermedad de Hodgkin, una forma de cáncer |
| 1996  | Superbike      | Niall Mackenzie      | Yamaha YZF750 (4)         | Cadbury's Boost               | |
| 1997  | Superbike      | Niall Mackenzie      | Yamaha YZF750 (5)         | Cadbury's Boost               | |
| 1998  | Superbike      | Niall Mackenzie (3)  | Yamaha YZF750 (6)         | Cadbury's Boost               | 387 puntos, 6 victorias y 1 pole sobre 24 carreras |
| 1999  | Superbike      | Troy Bayliss         | Ducati 996 (2)            | INS GSE                       | 394 puntos, 7 victorias y 6 poles sobre 24 carreras |
| 2000  | Superbike      | Neil Hodgson         | Ducati 996 (3)            | INS GSE                       | 422 puntos, 7 victorias y 5 poles sobre 24 carreras Campeón de la Copa Privada: Dave Heal (Kawasaki ZX-7R) (Myco Motorsports) |
| 2001  | Superbike      | John Reynolds (2)    | Ducati 996 RS (4)         | Reve Red Bull                 | 536 puntos |
| 2002  | Superbike      | Steve Hislop (2)     | Ducati 998 RS (5)         | Monstermob Ducati (1)         | 452 puntos, 8 victorias, 5 poles y 17 podios sobre 26 carreras (1 DNF) |
| 2003  | Superbike      | Shane Byrne          | Ducati 998 F02 (6)        | Monstermob Ducati (2)         | 488 puntos, 12 victorias, 5 poles y 21 podios sobre 24 carreras (1 DNF) |
| 2004  | Superbike      | John Reynolds (3)    | Suzuki GSX-R1000 (2)      | Crescent Q8 Rizla             | 446 puntos, sobre 26 carreras |
| 2005  | Superbike      | Gregorio Lavilla     | Ducati 999 F04 (7)        | Airwaves GSE                  | Reynolds se lesionó en las pruebas de pretemporada. 461 puntos sobre 26 carreras |
| 2006  | Superbike      | Ryuichi Kiyonari     | Honda CBR1000RR (2)       | HM Plant HRC                  | 466 puntos, 11 victorias sobre 26 carreras |
| 2007  | Superbike      | Ryuichi Kiyonari     | Honda CBR1000RR (3)       | HM Plant HRC                  | 433 puntos, 8 victorias sobre 26 carreras |
| 2008  | Superbike      | Shane Byrne (2)      | Ducati 1098 (8)           | Airwaves GSE                  | 474 puntos, 10 victorias sobre 24 carreras, 5 poles, 3 dobles (1 DNF) |
| 2009  | Superbike      | Leon Camier          | Yamaha YZF-R1 (7)         | Airwaves GSE                  | 549.5 puntos, 19 victorias sobre 26 carreras, 9 poles, 4 dobles y 1 triple (1 DSQ) |
| 2010  | Superbike      | Ryuichi Kiyonari (3) | Honda CBR1000RR (4)       | HM Plant HRC                  | Primera temporada del sistema de puntuación The Chase |
| 2011  | Superbike      | Tommy Hill           | Yamaha YZF-R1 (8)         | Swan Yamaha                   | El campeonato no se definió hasta la última curva de la última carrera - ganó por 2 puntos en la general y la carrera por 0.006 segundos.                                                                                             |
| 2012  | Superbike      | Shane Byrne (3)      | Kawasaki ZX-10R (2)       | Rapid Solicitors Kawasaki (3) | El campeonato no se definió hasta la última carrera en Brands Hatch. |
| 2013  | Superbike      | Alex Lowes           | Honda CBR1000RR (5)       | Samsung Honda UK              | El campeonato no se difinio hasta la última carrera en Brands Hatch. Sobre tres carreras con lluvia. |
| 2014  | Superbike      | Shane Byrne (4)      | Kawasaki ZX-10R (3)       | Rapid Solicitors Kawasaki (4) | Consiguió el título después de que Kiyonari se rompiera la clavícula durante la práctica en la ronda final. |
| 2015  | Superbike      | Josh Brookes         | Yamaha YZF-R1 (9)         | Milwaukee Yamaha              | 703 puntos, 13 victorias, 23 podios y 6 dobles. |
| 2016  | Superbike      | Shane Byrne (5)      | Ducati 1199 Panigale (9)  | Be Wiser Ducati (5)           | El campeonato no se definió hasta la última carrera en Brands Hatch. |
| 2017  | Superbike      | Shane Byrne (6)      | Ducati 1199 Panigale (10) | Be Wiser Ducati (6)           | El campeonato no se definió hasta la última carrera en Brands Hatch entre Shane Byrne, Leon Haslam y Josh Brookes. |
| 2018  | Superbike      | Leon Haslam          | Kawasaki ZX-10R (4)       | JG Speedfit Kawasaki          | 699 puntos, 15 victorias, 4 dobletes, 1 triplete y finalizó en todas las carreras. |
| 2019  | Superbike      | Scott Redding        | Ducati Panigale V4 S (1)  | Be Wiser Ducati (7)           | Debutaba en el certamen proveniente de MotoGP. Ganó con 5 puntos de ventaja sobre Josh Brookes. |
| 2020  | Superbike      | Josh Brookes (2)     | Ducati Panigale V4 S (2)  | VisionTrack Ducati (8)        | Por primera vez sin público y con calendario reducido a 6 eventos y 18 carreras por el COVID-19. Se decidió en la última carrera en una lucha entre los australianos Josh Brookes y Jason O'halloran, y el británico Christian Iddon. |
| 2021  | Superbike      | Tarran Mackenzie     | Yamaha YZF-R1 (10)        | McAMS Yamaha                  | Regreso del Showdown, ahora extendido a los mejores 8 pilotos. Tarran emula a su padre Niall y se convierten en los primeros padre e hijo en ganar el campeonato.                                                                     |
| 2022  | Superbike      | Bradley Ray          | Yamaha YZF-R1 (11)        | Rich Energy OMG Racing Yamaha | |
| 2023  | Superbike      | Tommy Bridewell      | Ducati Panigale V4 (3)    | BeerMonster Ducati            | Victoria por 0.5 puntos |
| 2024  | Superbike      | Kyle Ryde            | Yamaha YZF-R1 (12)        | OMG GRILLA Yamaha Racing      | Victoria por 1 punto |